# Československý filmový týdeník
Československý filmový týdeník (slovensky Československý filmový týždenník, ČSFT) je československý kinematografický cyklus desetiminutových publicistických krátkých filmů volně navazující na předchozí Elekta Journal, Aktualita (1937), Nástup, Týden ve filmu (1945) a Československé filmové noviny (1946–1953). Vysílán byl v kinech v letech 1954[zdroj?] až 1989. Každý díl byl zkompilován z několika reportáží a vysílán byl před začátkem hlavního filmu. Přibližoval divákům události uplynulého týdne z domova i ze světa. Na pořadu spolupracovali přední českoslovenští dokumentaristé, natočeno bylo 2379 dílů.